# This Picture
This Picture war eine im Jahr 1989 gegründete Alternative-Rock-Gruppe aus Bath in England.

## Geschichte
Die Band This Picture bestand aus Leadsänger Symon Bye, Duncan Forrester (Schlagzeug), Robert Forrester (Gitarre) und Austen Rowley, der 1991 den ursprünglichen Bassisten Steve Hughes ersetzte. Die Band veröffentlichte zwei Alben, das von Kevin Moloney produzierte A Violent Impression (1991), das in Peter Gabriels Studio aufgenommen wurde, und City of Sin (1994), die jeweils von RCA Records in den USA und Dedicated Records in Großbritannien herausgegeben wurden. Im Jahr 1995 löste sich die Formation auf. Tom Demalon zog in seiner Rezension des Albums A Violent Impression Vergleiche zu U2 und Hothouse Flowers. In einem Interview für das Online-Musikmagazin Perfect Sound Forever beschrieb Forrester die Denkweise hinter dem Wechsel des Bassisten und spricht auch über das schwierige zweite Album und die mögliche Trennung der Band.
Symon Bye und Duncan Forrester blieben in Kontakt und schrieben und nahmen weiterhin Material auf, bis sie schließlich einen Vertrag mit EMI Publishing unterschrieben. Im Jahr 2005 sollte This Picture ein drittes Album im Loungefish Recording Studio in Gloucestershire mit einer Veröffentlichung im Jahr 2006 aufnehmen, aber eine Veröffentlichung gab es nicht mehr. Symon Bye war auch Mitglied einer Band namens dtone & Me und vier seiner Songs sind in einem Film von E. D. Maytum mit dem Titel Blind (2007) zu hören.
Robert Forrester gründete mit Steve Whitfield (ex Belljar) eine neue Band namens Western Electric Sound System.

## Diskografie

### Alben
- 1991: A Violent Impression (Dedicated/RCA)
- 1994: City of Sin (Dedicated/RCA)

### EPs
- 1989: Naked Rain (33⅓, Rough Trade – RTT237)
- 1994: Acoustic Versions (Dedicated)

### Singles
- 1991: Breathe Deeply Now (Dedicated)
- 1991: Naked Rain (Dedicated)
- 1991: Stronger Than Life Itself (Dedicated)
- 1991: The Great Tree (Dedicated)
- 1991: With You I Can Never Win (Dedicated)
- 1992: Step Up (Dedicated)
- 1993: Highrise (Dedicated)
- 1994: Hands on My Soul (Dedicated)
- 1994: Heart of Another Man (Dedicated)